# Andreas Biefang
Andreas Biefang (* 20. Oktober 1962 in Duisburg-Rheinhausen) ist ein deutscher Historiker.

## Leben und Wirken
Biefang studierte Geschichte, Literaturwissenschaft und Öffentliches Recht an der Universität Bonn, der Freien Universität Berlin und der Universität Köln. 1992 wurde er an der Universität Köln promoviert. Seine Doktorarbeit über das politische Bürgertum im 19. Jahrhundert wurde mit dem Wolf-Erich-Kellner-Preis 1993 und dem Preis der Philosophischen Fakultät der Universität Köln 1995 ausgezeichnet.
Biefang ist seit Anfang der 2000er Jahre Mitarbeiter in der Kommission für Geschichte des Parlamentarismus und der politischen Parteien e. V. (KGParl). Dort ist er schwerpunktmäßig für den Themenbereich „Parlament und Öffentlichkeit vom ausgehenden 18. Jahrhundert bis zur Gegenwart“ zuständig. Zu seinen Forschungsschwerpunkten zählt die Repräsentation von Macht im Parlamentarismus.

## Publikationen (Auswahl)
Monografien
- Politisches Bürgertum in Deutschland. Nationale Organisationen und Eliten 1857–1868. Droste, Düsseldorf 1994, ISBN 978-3-7700-5180-9.
- „Der Reichsgründer“? Bismarck, die nationale Verfassungsbewegung und die Entstehung des Deutschen Kaiserreichs. Otto-von-Bismarck-Stiftung, Friedrichsruh 1999, ISBN 978-3-933418-06-7.
- Bismarcks Reichstag. Das Parlament in der Leipziger Straße. Fotografiert von Julius Braatz. Droste, Düsseldorf 2002, ISBN 978-3-7700-5244-8.
- Die andere Seite der Macht. Parlament und Öffentlichkeit im „System Bismarck“ 1871–1890. Droste, Düsseldorf 2009, ISBN 978-3-7700-5296-7, 2. Aufl. Düsseldorf 2012.
- Leopold Braun (1868–1943). Kunst, Politik, Bohème und die Frage: Wozu malt man ein Parlament? Droste, Düsseldorf 2018, ISBN 978-3-7700-5340-7.

Editionen
- Der Deutsche Nationalverein 1859–1867. Vorstands- und Ausschußprotokolle. Droste, Düsseldorf 1995, ISBN 978-3-7700-5188-5.
- Der Gesamtdeutsche Ausschuß. Sitzungsprotokolle des Ausschusses für gesamtdeutsche Fragen des Deutschen Bundestages 1949–1953. Droste, Düsseldorf 1998, ISBN 978-3-7700-5213-4.

Herausgeberschaften
- mit Michael Epkenhans und Klaus Tenfelde: Das politische Zeremoniell im Deutschen Kaiserreich 1871–1918. Droste, Düsseldorf 2008, ISBN 978-3-7700-5291-2, 2. Aufl. Düsseldorf 2010.
- mit Marij Leenders: Das ideale Parlament. Erich Salomon als Fotograf in Berlin und Den Haag 1928–1940. Droste, Düsseldorf 2014, ISBN 978-3-7700-5324-7.

niederländisch: mit Marij Leenders: Erich Salomon & het ideale Parlement. Fotograaf in Berlijn en Den Haag 1928–1940. Boom, Amsterdam 2014, ISBN 978-94-6105-513-2.
- mit Dominik Geppert, Marie-Luise Recker, Andreas Wirsching: Parlamentarismus in Deutschland von 1815 bis zur Gegenwart. Historische Perspektiven auf die repräsentative Demokratie, Droste, Düsseldorf 2022, ISBN 978-3-7700-5355-1.